# Oplurus cuvieri
Oplurus cuvieri là một loài thằn lằn trong họ Opluridae. Loài này được Gray mô tả khoa học đầu tiên năm 1831.

## Hình ảnh

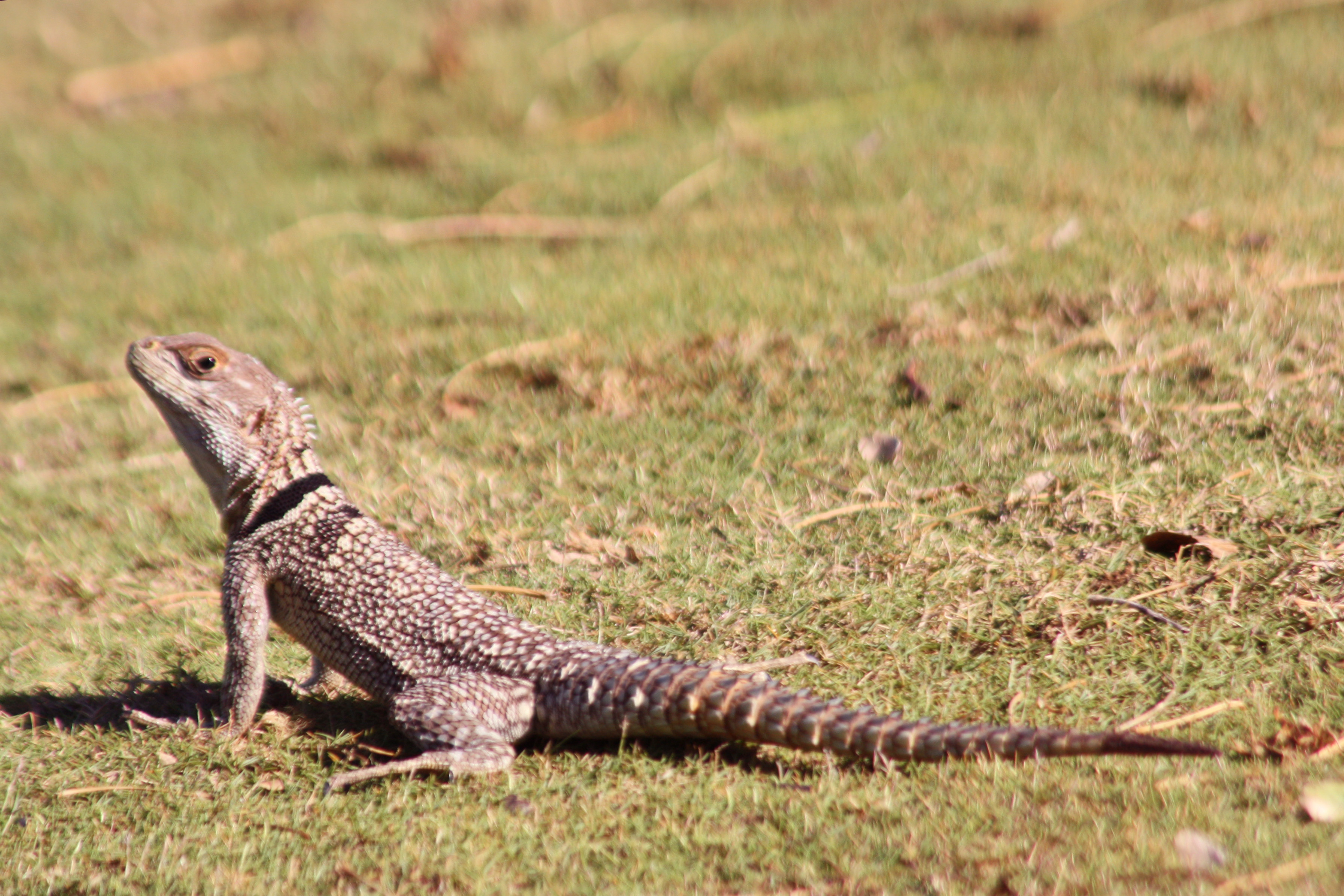
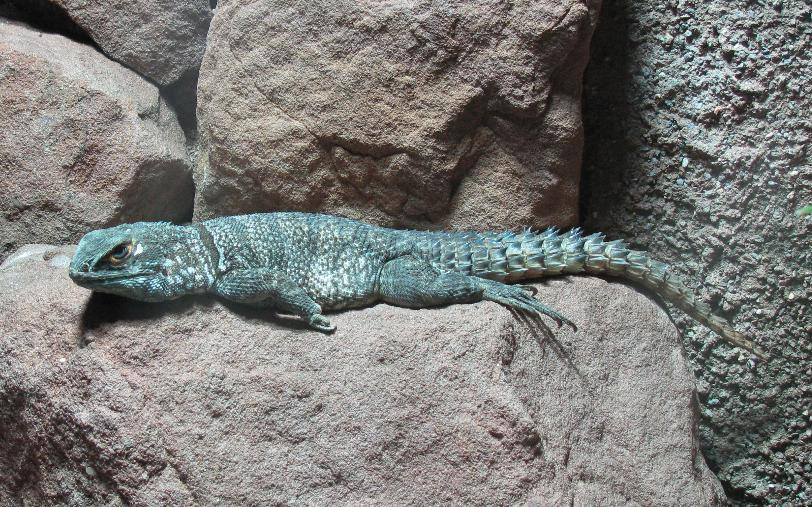
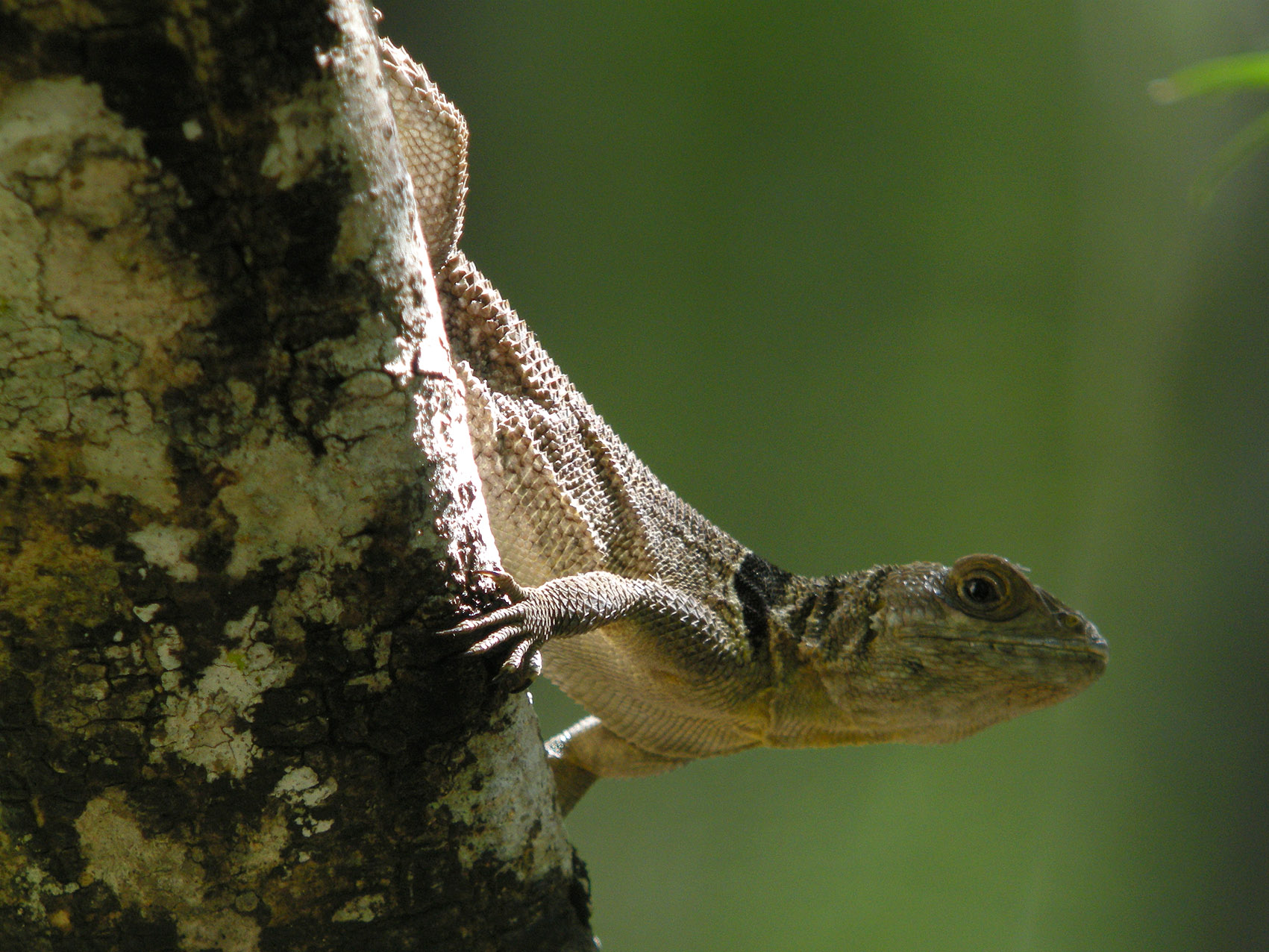
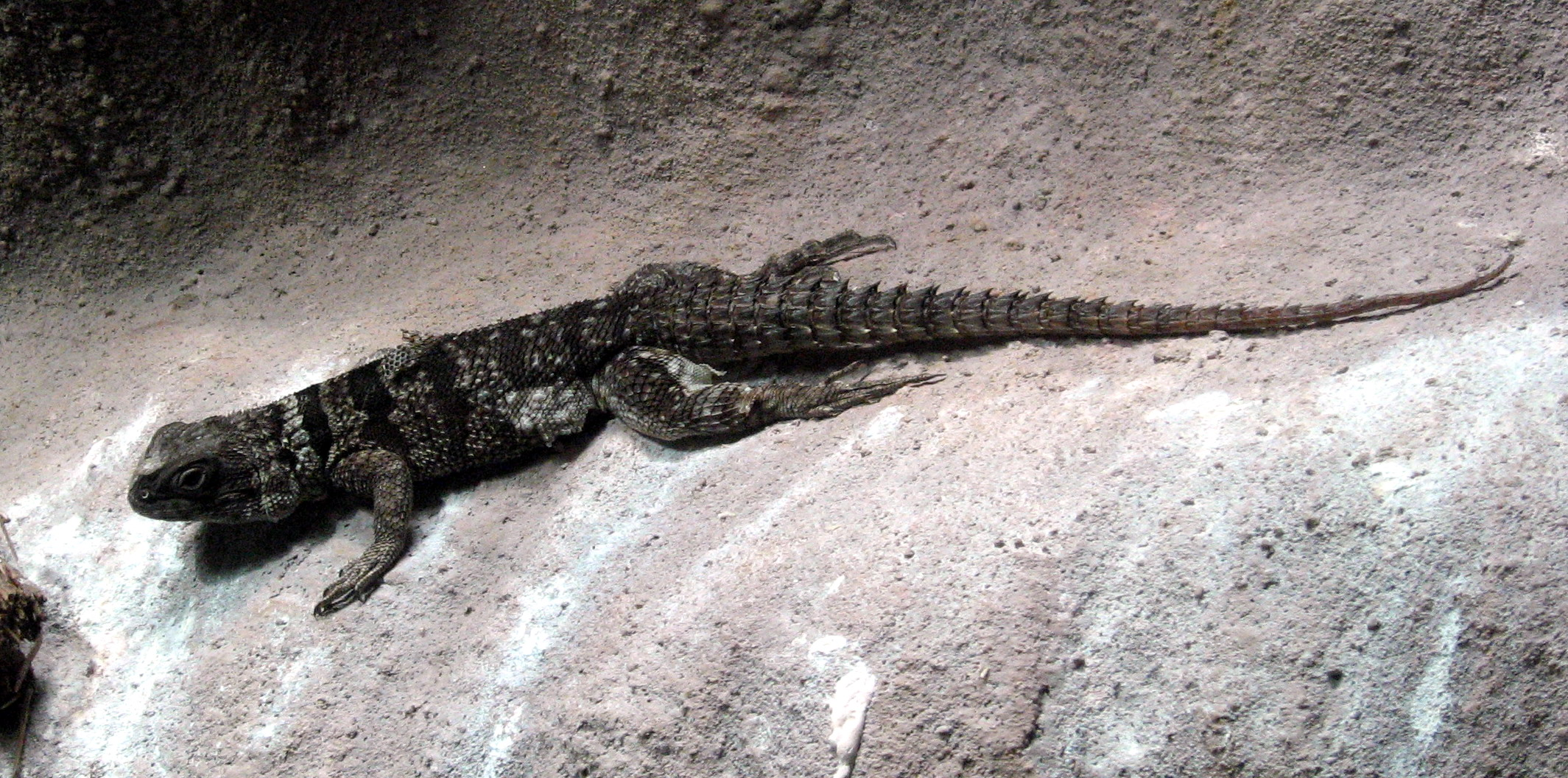